# Grêmio Foot-Ball Porto Alegrense (féminines)
Actualités
Le Grêmio Foot-Ball Porto Alegrense où plus simplement Grêmio Porto Alegrense est un club féminin et brésilien de football fondé en 2016 dans la ville de Porto Alegre dans l'état de Rio Grande do Sul. L'équipe représente la section féminine du club homonyme masculin. Initialement fondé en 1997, puis reformé en 2016 après plusieurs années de cessation d'activité.

## Histoire
La première section de football féminin du Grêmio Porto Alegrense est créée en 1997 dans le but de participer au Campeonato Gaúcho féminin, le championnat de l'état du Rio Grande do Sul. Le club remporte le championnat Gaucho 2000 et 2001.
En 2002, l'équipe remporte la Copa Sul à Curitiba, mais en raison du manque de sponsors, la section féminine a été fermée.
En 2016, le Conmebol demande que toutes les équipes qui participeront à la Copa Sudamericana ou à la Copa Libertadores devront avoir une équipe féminine de football.
Par conséquent, en 2017, le département de football féminin de Grêmio rouvre ses portes et participe au championnat Gaúcho et au championnat brésilien Série A1, la première division du Brésil. Dans le Gaucho 2017, les Grêmio Girls terminent vice-championnes. Par contre en Série A1 l'équipe termine à la dernière place de son groupe et est reléguée en Série A2.
En 2018, l'équipe féminine termine à la 5e place de Série A2 mais remporte le championnat Gaúcho.
En 2019, le club atteint les demi-finales de la Série A2 et est promue en Série A1, dans le championnat de l'état elle sera de nouveau vice-championne toujours derrière le SC Internacional.
En 2020, le club atteint les quarts de finale du championnat brésilien, étant éliminé par les Corinthians, futures championnes de la compétition.

## Palmarès
| Compétitions nationales                                                                                                  |
| --- |
| - Supercoupe : - Finaliste : 2022 - Championnat du Rio Grande do Sul (féminines) (3) : - Vainqueur : 2000, 2001 et 2018. |

## Stades
L'équipe féminine joue occasionnellement dans l'Arena do Grêmio, pour certaines rencontres importantes, mais plus généralement elle utilise l'Estádio Francisco Noveletto à Porto Alegre (capacité 15000 places) ou le stade Antônio Vieira Ramos à Gravataí (capacité 8000 places).